# 田中正一 (ミュージシャン)
田中 正一（たなか しょういち、1970年8月20日 - ）は、東京都出身のミュージシャン、音楽プロデューサー、イラストレーター、デザイン。
GLIMPSE RECORDS代表。
CDジャケット、Tシャツ、グッズ、VJ、デザイン業務を行うmarble bisionの代表でもある。

## 経歴
- 1988年頃より音楽活動をスタート。
- 1995年、「SKOOTER」結成。ボーカル、ギター、作詞、作曲、アレンジを担当。1998年、ナゴムレコードより『GATTABLE(ガッタブル)』(RRCN-1002)リリース。イベント「SKOOTER REMIX」を企画・運営。
- 1996年、CG作家として知られる秋元きつねのバンド「Hz(ヘルツ)」に参加。以降「バカ」「ジラファント」「ジラファント7」として秋元きつねが46歳で永眠するまで共同制作をおこなう。秋元が制作したPlayStation 2用ゲーム「続せがれいじり 変珍たませがれ」の音楽を担当。秋元の死後、「ジラファント7」名義でライブ活動を続行。秋元きつねの楽曲管理をおこなっている。
- 2001年、自主レーベル「GLIMPSE RECORDS」設立。
- 2008年、「GUMGIMMIC MASSIVE UNIT」結成。イベント「Donshari」「Nash Dior」を企画・運営。
- 2017年、「VITAL STATISTICS(バイタルスタティスティクス)」結成。
- 2023年11月、「SKOOTER」再始動。

## ディスコグラフィー

### SKOOTER
1. GATTABLE（1998/05/21　RRCN-1002　ナゴムレコード/ロードランナージャパン）
2. SK-2（2001/02/28　GLR-1001　GLIMPSE RECORDS）
3. hurrah!（2002/02/22　GLR-1003　GLIMPSE RECORDS）
4. NICE PAUSE（2004/06/21　GLR-1004　GLIMPSE RECORDS）
5. JAPANESQUE MINIMAL MUSIC（2006/11/11　GLR-1005　GLIMPSE RECORDS）
6. FLYING DISC（2008/02/14　GLR-1006　GLIMPSE RECORDS）
7. RETOOKS（2022/06/21　GLR-1015　GLIMPSE RECORDS）〜セルフカバーアルバム、ジャケットイラストは有頂天のKERA。
8. RETOOKS 2（2024/11/26　GLR-1023　GLIMPSE RECORDS）

オムニバス参加

1. 流線型クロコダイルアワー（2000/03/19　LAB-004　LABSICK RECORDS）

### ジラファント
1. ホントホント（2008/07/12　自主制作）
2. 森のなかまたち（2012/12/29　GPCD-02　自主制作）

### ジラファント7
1. 混沌マシーン429（2013/04/29　自主制作）
2. うそっぱち（2019/02/10　GLR-1011　GLIMPSE RECORDS）
3. ドッチモドッチ（2021/04/29　GLR-1013　GLIMPSE RECORDS）
4. 仏恥義理（ブッチギリ）（2023/07/27　GLR-1017　GLIMPSE RECORDS）
5. ジラファント8bit（2023/10/05 GLR-1019　GLIMPSE RECORDS）
6. ボケチックボム祭り（2024/02/24 GLR-1020　GLIMPSE RECORDS）
7. おーいお冗談（2024/08/13 GLR-1021　GLIMPSE RECORDS）
8. 音盤イッチョマエ（2024/09/17 GLR-1022　GLIMPSE RECORDS）

### GUMGIMMIC MASSIVE UNIT
1. FRANTIC RADIO（2010/07/07　GLR-1007　GLIMPSE RECORDS）
2. BOOST（2011/07/25　GLR-1008　GLIMPSE RECORDS）
3. ELIMINATOR（2012/09/03　GLR-1009　GLIMPSE RECORDS）
4. REMIXES（2013/04/01　GLR-1010　GLIMPSE RECORDS）
5. Rhythm addiction（2023/09/20　GLR-1018　GLIMPSE RECORDS）

### バカ
1. バカ音（2020/06/18　GLR-1012　GLIMPSE RECORDS）
2. バカデカバッチ 公式ブート盤ライブ音源CDおまけ付き

### VITAL STATISTICS
1. LOGROLLING WEEPIE GRINDER（2017/06/30　限定100枚）
2. FAKER HIGH ROLLER （2017/09/12　限定100枚）
3. PLACEBO（2018/02/14　限定100枚）
4. CUPSULE （2018/06/30　限定100枚）
5. advance（2022/03/26　限定100枚）
6. Unevenness（2022/06/18　限定100枚）
7. VERTEX（2022/09/10　限定100枚）
8. FUJISAWA（2022/12/07　受注生産）

## 提供・リミックス・プロデュース
1. RIO　アイム・セクシー～Da Ya Think I’m Sexy? ～[GUMGIMMIC MASSIVE UNIT Remix]（2013/12/04　VIZL-609　VICTOR ENTERTAINMENT）
2. オムニバス　GLR REC（2023/03/14　GLR-1016　GLIMPSE RECORDS）〜プロデュース。SKOOTER、 GUMGIMMIC MASSIVE UNIT、VITAL STATISTICS、ジャケットイラストで参加。
3. オムニバス　秋元きつねトリビュート（2025/03/01　GLR-1024　GLIMPSE RECORDS）〜プロデュース。SKOOTER、 GUMGIMMIC MASSIVE UNITとしても参加。

## 監修
1. 秋元きつね　SPIRAL LINK (再発版)（2016/12/24）
2. 秋元きつね　ミンナノヨウス　(再発版)（2019/10/12）
3. 秋元きつね　Parallax （2020/02/22）
4. Spiky  Spoon　BLAZE UP!! 　(2021/11/25　GLR-1014　GLIMPSE RECORDS)
5. 秋元きつね　セケンのからくり（2022/11/26）〜ネット配信のみの再発
6. 秋元きつね　三十路音集（2023/01/03）〜再発版